# Tânia Faillace
Tania Jamardo Faillace, más conocida como Tania Faillace (Porto Alegre, 20 de enero de 1939), es una periodista, escritora, activista política y feminista brasileña que ha incursionado en el género novela, novela corta y cuento. Además, ha sido partícipe de decenas de antologías, entre las que se encuentran Beco da Velha, serie compuesta por un total de diecinueve volúmenes de 7748 páginas, escritas durante diez años.

## Obra

### Novela
- Fuga (1964).
- Adão e Eva (1965).
- Mário/Vera-Brasil (1983).

### Novela corta y cuento
- O 35º ano de Inês (1ª ed, 1971; 3ª ed., 1977; 4ª ed, 2002).
- Vinde a mim os Pequeninos (1977).
- Tradição, Família e Outras Estórias (1978).

### Teatro
- Ivone e sua família (1978).